# Comitatul Westmeath
Westmeath (în irlandeză Contae na hIarmhí) este un comitat din Irlanda.